# Parotomys brantsii
Parotomys brantsii é uma espécie de roedor da família Muridae.
Pode ser encontrada nos seguintes países: Botswana, Namíbia e África do Sul.
Os seus habitats naturais são: matagal árido tropical ou subtropical e pastagens.